# Rebricea
Rebricea là một xã thuộc hạt Vaslui, România. Dân số thời điểm năm 2002 là 3624 người.